# Ángel Cuéllar
Pour les articles homonymes, voir Cuéllar (homonymie) et Llanos (homonymie).
Ángel Manuel Cuéllar Llanos dit Ángel Cuéllar est un footballeur espagnol né le 13 septembre 1972 à Villafranca de los Barros. Il évolue au poste d'attaquant.
Ángel Cuéllar a reçu 2 sélections en équipe d'Espagne et a joué un total de 111 matchs en 1re division espagnole.

## Carrière
- 1990-1995 : Real Betis ( Espagne)
- 1995-1997 : FC Barcelone ( Espagne)
- 1997-2001 : Betis Séville ( Espagne)
- 2001-2002 : Gimnàstic Tarragone ( Espagne)
- 2002-2003 : Racing de Ferrol ( Espagne)
- 2003-2005 : Levante UD ( Espagne)
- 2005-2007 : CD Lugo ( Espagne)[2]

## Palmarès
- Vainqueur du Championnat d'Europe des moins de 16 ans en 1988 avec l'Espagne
- Vainqueur de la Coupe des coupes en 1997 avec le FC Barcelone
- Vainqueur de la Coupe d'Espagne en 1997 avec le FC Barcelone
- Champion d'Espagne de D2 (Segunda División) en 2004 avec le Levante UD

## Sélections
- 1987-1989 : Espagne -16 ans : 26 sélections et 11 buts
- 1988-1990 : Espagne -18 ans : 7 sélections et 4 buts
- 1991 : Espagne -20 ans  : 4 sélections et 0 but
- 1991 : Espagne -23 ans : 1 sélection et 0 but
- 1994-1995 : Espagne : 2 sélections et 0 but